# María Élena Kyriákou
Maria Elena Kyriakou (en griego, Μαρία Έλενα Κυριάκου) (Lárnaca, Chipre, 11 de enero de 1984) es una cantante, filóloga y profesora greco-chipriota. Fue la primera ganadora del programa de televisión de canto The Voice of Greece (La Voz de Grecia). Fue la representante de Grecia en el  Festival de la canción de Eurovisión 2015.

## Biografía
Nacida en Chipre en la ciudad de Lárnaca, el 11 de enero de 1984. Ella tiene tres hermanos; un hermano quien es el futbolista Kyriacos Pavlou y dos hermanas. A la edad de 13 años, su madre la apuntó a una escuela de música. Años más tarde se trasladó a Grecia donde estudió Filología griega en la Universidad de Ioánina y a los dos años regresó a su país de origen y continuó con sus estudios hasta licenciarse por la Universidad de Chipre. Y tras recibir su licenciatura, comenzó trabajando como profesora.
En 2011 su madre la inscribió a una audición para el reality busca talentos Greek Idol, pero finalmente no asistió a la audición.
Posteriormente en 2014, ganó la primera edición de la voz griega, junto a su entrenador, la famosa cantante greco-chipriota Despina Vandi, ganando a Lefteris Kintatos, el cual ocupó la segunda posición en The Voice of Greece.
Tras su victoria en el programa, fichó inmediatamente con la compañía discográfica; MINOS-EMI.
Maria Elena Kyriakou participó en la final nacional griega organizada por la cadena nacional griega NERIT. Maria Elena cosechó la victoria con su canción "One last breath" ("El último Aliento"), siendo escogida para representar a Grecia en el Festival de la Canción de Eurovisión 2015.
Actualmente ha sido la ganadora del premio musical MAD Video Music Awards, de la categoría a la Mejor artista revelación.

## Eurovisión 2015
Maria Elena participó representando a Grecia en la primera semifinal de Eurovisión 2015 que se celebró en el Wiener Stadthalle de la ciudad de Viena, Austria; en la cual logró cosechar un puesto en la Final del Sábado 23 de mayo, donde quedó en el puesto número 19 con un total de 23 puntos.

## Premios
MAD Video Music Awards
| Año  | Categoría                | Resultado |
| ---- | ------------------------ | --------- |
| 2015 | Mejor artista revelación | Ganador   |